# المنطقة تحت الحبيبية

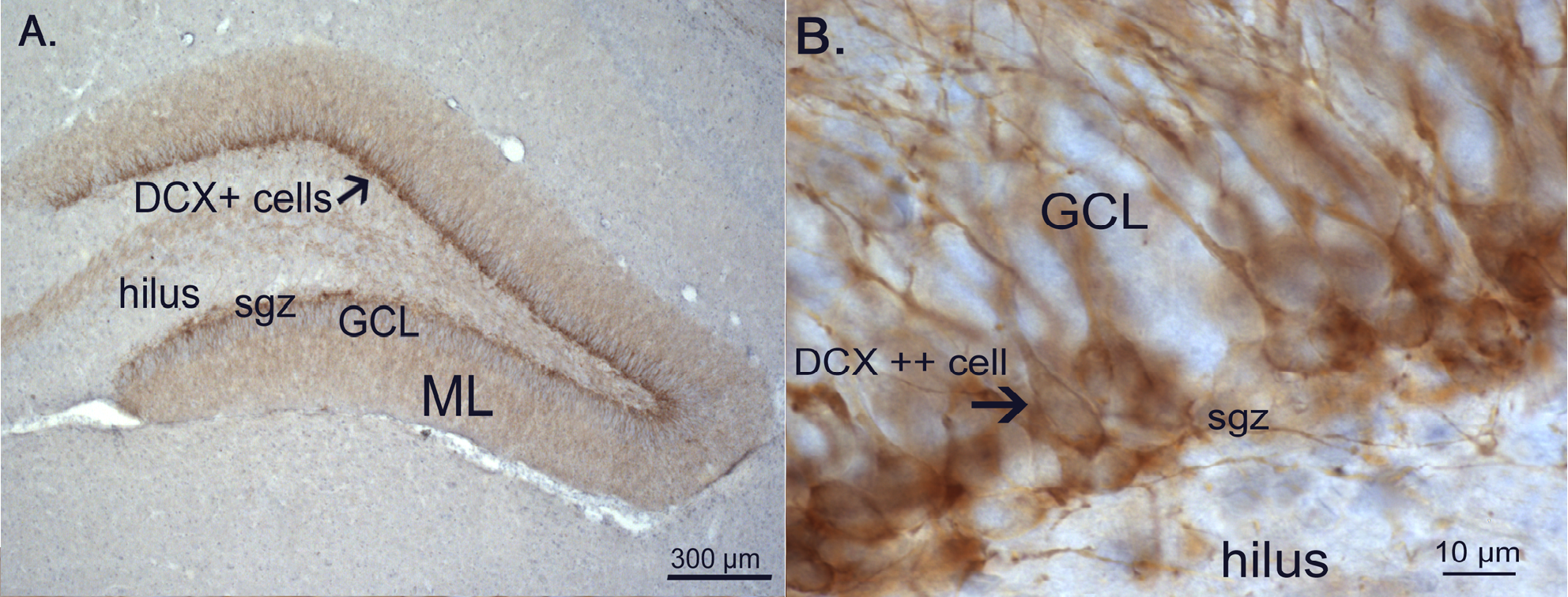
خلايا عصبية موجبة لدوبلكورتينفي التلافيف السنية لفأر عمره 21 يومًا، تُظهر تلونًا مناعيًا كثيفًا في الطبقات الحبيبية والجزيئية.

المنطقة تحت الحبيبية (SGZ) هي منطقة من الدماغ داخل الحصين، يحدث فيها تكوّن الخلايا العصبية عند البالغين. الموقع الرئيسي الآخر للتشكل العصبي عند البالغين هو المنطقة تحت البطينية (SVZ) في الدماغ.

## البنية
المنطقة تحت الحبيبية هي طبقة ضيقة من الخلايا بين طبقة الخلايا الحبيبية ومنطقة النقير في التلفيف المسنن. تتميز هذه الطبقة بوجود عدة أنواع من الخلايا، وأبرزها الخلايا الجذعية العصبية (NSCS) التي تتواجد في مراحل مختلفة من التطور. يوجد بالإضافة إلى الخلايا الجذعية العصبية خلايا نجمية وخلايا بطانية وأوعية دموية ومكونات أخرى تشكل بيئة ميكروية تدعم وتحمي الخلايا الجذعية العصبية، وتنظم انتشارها وعمليات الهجرة والتمايز. يعتبر البعض أن اكتشاف هذه المنطقة الصغيرة من الدماغ ودورها الأساسي في تطوّر الخلايا الجذعية العصبية أمرًا يمتلك «مكانة» كبيرة في مجال التشكل العصبي. يُشار إليه أيضًا بأنه ذو أهمية وعائية أو مولدة للأوعية، نظرًا لأهمية وانتشار الأوعية الدموية في المنطقة تحت الحبيبية.

### الخلايا الجذعية العصبية والخلايا العصبية
يتكون الدماغ من العديد من الأنواع المختلفة من الخلايا العصبية، ولكن يتشكل نوع واحد فقط من الخلايا العصبية في المنطقة تحت الحبيبية، وهي الخلايا الحبيبية (خلايا عصبية استثارية أولية في التلفيف المسنن) والتي يُعتقد أنها تساهم في الوظائف المعرفية مثل الذاكرة والتعلم. يمكن وصف تطور الخلايا الجذعية العصبية إلى الخلايا الحبيبية في المنطقة تحت الحبيبية من خلال تتبع النسب التالي لأنواع الخلايا:
1. الخلايا الدبقية الشعاعية: مجموعة فرعية من الخلايا النجمية، والتي كان يُعتقد أنها خلايا داعمة غير عصبية. تكون أجسام الخلايا الدبقية الشعاعية في المنطقة تحت الحبيبية، وتعطي امتدادات تصل حتى الطبقة الجزيئية للتلفيف المسنن. تعمل هذه الامتدادات على مساعدة الخلايا العصبية المتشكلة حديثًا على الهجرة لمسافة قصيرة من الطبقة تحت الحبيبية إلى طبقة الخلايا الحبيبية. تأخذ الخلايا الدبقية الشعاعية شكلًا نجميًا، وتعبّر عن علامات دبقية مثل الحمض البروتيني الدبقي الليفي، وتعمل على تنظيم البيئة الميكروية العصبية. ومع ذلك، على عكس معظم الخلايا النجمية، فإنها تعمل أيضًا كأسلاف عصبية؛ في الواقع، يُنظر إليها على نطاق واسع على أنها الخلايا الجذعية العصبية التي تؤدي إلى ظهور الخلايا العصبية السليفة اللاحقة. أظهرت الدراسات أن الخلايا الدبقية الشعاعية في المنطقة تحت الحبيبية تعبر عن النستين والـ Sox2، وهي مؤشرات حيوية مرتبطة بالخلايا الجذعية العصبية، وأن الخلايا الدبقية الشعاعية المعزولة قد تولد خلايا عصبية جديدة في المختبر. غالبًا ما تنقسم الخلايا الدبقية الشعاعية بشكل غير متماثل، وتنتج خلية جذعية جديدة وسليفة عصبية واحدة لكل انقسام. وبالتالي، فهي تمتلك القدرة على التجدد الذاتي، مما يمكنها من الحفاظ على تجمعات الخلايا الجذعية وإنتاج سلائف الخلايا العصبية اللاحقة المعروفة باسم خلايا التضخيم العابر.
2. خلايا التضخيم العابر السليفة: هي خلايا عالية التكاثر تنقسم وتتكاثر بشكل متكرر عن طريق الانقسام الفتيلي، وبالتالي تؤدي إلى «تضخيم» مجموعة الخلايا السليفة المتاحة. تشكل هذه الخلايا بداية مرحلة انتقالية في تطور الخلايا الجذعية العصبية. إذ تبدأ هذه الخلايا في فقد خصائصها الدبقية واكتساب المزيد من السمات العصبية. فمثلًا، قد تعبر الخلايا في هذه الفئة مبدئيًا عن العلامات الدبقية مثل الحمض البروتيني الدبقي الليفي وعلامات الخلايا الجذعية مثل النستين والـ Sox2، لكنها تفقد هذه الخصائص في النهاية، وتبدأ في التعبير عن علامات خاصة بالخلايا الحبيبية مثل نيورو دي وبروكس 1. يُعتقد أن تكوين هذه الخلايا يمثل خيارًا مصيريًا في تطور الخلايا الجذعية العصبية.
3. أرومات الخلايا العصبية: تمثل أرومات الخلايا العصبية المرحلة الأخيرة من تطور الخلايا السليفة قبل خروجها من دورة الخلية وفرض هويتها كخلايا عصبية. يكون تكاثر هذه الخلايا محدودًا بشكل أكبر، على الرغم من أن نقص التروية الدماغي قد يؤدي إلى تكاثرها في هذه المرحلة.
4. الخلايا العصبية ما بعد الانقسام: في هذه المرحلة، بعد الخروج من دورة الخلية، تُعتبر الخلايا الناتجة خلايا عصبية غير ناضجة. الغالبية العظمى من الخلايا العصبية ما بعد الانقسام تخضع لموت خلوي مبرمج. يبدأ العدد القليل من الخلايا التي بقيت على قيد الحياة بتطوير الشكل الحبيبي للخلايا الحبيبية الحُصينية، والتي تتميز بامتداد التشعبات إلى الطبقة الجزيئية من التلفيف المسنن ونمو محاويرها في منطقة CA3 من الحصين، وبالتالي تكوين اتصالات متشابكة. تمر الخلايا العصبية ما بعد الانقسام أيضًا بمرحلة النضج المتأخرة التي تتميز بزيادة اللدونة المتشابكة وانخفاض عتبة التقوية على المدى الطويل. في النهاية، تندمج الخلايا العصبية في منطقة الحُصين وتصبح خلايا حبيبية ناضجة تمامًا.